# Tàu điện ngầm Bắc Kinh
Tàu điện ngầm Bắc Kinh là một mạng lưới đường sắt vận chuyển nhanh phục vụ các quận nội thành và ngoại thành của thành phố Bắc Kinh, Trung Quốc. Tuyến đầu tiên của hệ thống tàu điện ngầm này khai trương vào năm 1971, và mạng lưới hiện nay có 22 tuyến đường, 391 trạm nhà ga và 636,8 km đường ray hoạt động. Đây là tàu điện ngầm cổ nhất ở Trung Quốc, và xếp thứ hai chiều dài và số lượt chuyến sau Metro Thượng Hải. Ngày 30 tháng 4 năm 2010, các tàu điện ngầm đã vận chuyển mức kỷ lục 6,4 triệu người. Ngày 30 tháng 12 năm 2010, tuyến số 15, Xương Bình, Phòng Sơn, Diệc Trang, và Đại Hưng được khai trương để hoạt động. Các mạng tuyến đường hiện tại vẫn có thể không đủ đáp ứng vận tải công cộng của thành phố, nhu cầu và đang trải qua mở rộng nhanh chóng. Nhìn chung, theo kế hoạch thì sẽ có hơn 700 km đường sắt hoạt động năm 2015 và 1.000 km vào năm 2020. Chương trình kích thích kinh tế Trung Quốc 4 ngàn tỷ RMB đã tăng tốc xây dựng hệ thống tàu điện ngầm. Mạng lưới này sẽ kéo dài 420 km vào năm 2012.

## Các tuyến đường đang sử dụng

Dự án mở rộng đến năm 2015

| Tuyến        | Ga cuối (Khu)                    | Ga cuối (Khu)                                 | Mở cửa | Gia hạn mới nhất | Chiều dài km | Số nhà ga (# trên cao) | Trung chuyển                                                 | Đơn vị vận hành |
| ------------ | -------------------------------- | --------------------------------------------- | ------ | ---------------- | ------------ | ---------------------- | ------------------------------------------------------------ | --------------- |
| 1            | Pingguoyuan (Thạch Cảnh Sơn)     | Sihui East (Triều Dương)                      | 1969   | 1999             | 30.4         | 23 (2)                 | 2 4 5 9 10 14 (Đông) Bát Thông                               |                 |
| 2 loop line  | Xizhimen (Tây Thành)             | Jishuitan (Tây Thành)                         | 1971   | 1987             | 23.1         | 18                     | 1 4 5 6 8 (Bắc) 13 Sân bay                                   |                 |
| 4 [b]        | Anheqiao North (Hải Điến)        | Gongyixiqiao (Phong Đài)                      | 2009   | 2010[b]          | 28.2         | 24 (1)                 | 1 2 6 7 9 10 13 14 (Đông) 16 Đại Hưng [b]                    |                 |
| 5            | Tiantongyuan North (Xương Bình)  | Songjiazhuang (Phong Đài)                     | 2007   | —                | 27.6         | 23 (7)                 | 1 2 6 7 10 13 14 (Đông) 15 Yizhuang                          |                 |
| 6            | Jin'anqiao (Thạch Cảnh Sơn)      | Lucheng (Thông Châu)                          | 2012   | 2018             | 53.4         | 32[a]                  | 2 4 5 8 (Bắc) 9 10 14 (Đông) S1                              |                 |
| 7            | Ga Bắc Kinh Tây (Phong Đài)      | Universal Resort (Triều Dương)                | 2014   | 2018             | 23.7         | 20[a]                  | 4 5 8 (Nam) 9 14 (Đông)                                      |                 |
| 8 [g] Bắc    | Zhuxinzhuang (Xương Bình)        | National Art Museum (Đông Thành)              | 2008   | 2018             | 28           | 19 (1)                 | 2 6 10 13 15 Xương Bình                                      |                 |
| 8 [g] Nam    | Zhushikou (Đông Thành/Tây Thành) | Yinghai (Đại Hưng)                            | 2018   | —                | 16.4         | 12 (2)[a]              | 7 14 (Đông)                                                  |                 |
| 9            | Thư viện Quốc gia (Hải Điến)     | Guogongzhuang (Phong Đài)                     | 2011   | 2012             | 16.5         | 13                     | 1 4 6 7 10 14 (Tây) Fangshan                                 |                 |
| 10 loop line | Bagou (Hải Điến)                 | Chedaogou (Hải Điến)                          | 2008   | 2013             | 57.1         | 45                     | 1 4 5 6 8 (Bắc) 9 13 14 (Tây)/(Đông) Yizhuang Xijiao Sân bay |                 |
| 13           | Xizhimen (Tây Thành)             | Dongzhimen (Đông Thành)                       | 2002   | 2003             | 40.9         | 16 (15)                | 2 4 5 8 (Bắc) 10 15 Xương Bình Sân bay                       |                 |
| 14 [f] Tây   | Zhangguozhuang (Phong Đài)       | Xiju (Phong Đài)                              | 2013   | 2014             | 12.4         | 7 (2)                  | 9 10                                                         |                 |
| 14 [f] Đông  | Ga Bắc Kinh Nam (Phong Đài)      | Shangezhuang (Triều Dương)                    | 2014   | 2017             | 28.6         | 21[a]                  | 1 4 5 6 7 8 (Nam) 10 15                                      |                 |
| 15           | Qinghuadongluxikou (Hải Điến)    | Fengbo (Thuận Nghĩa)                          | 2010   | 2014             | 41.4         | 20 (4)                 | 5 8 (Bắc) 13 14 (Đông)                                       |                 |
| 16           | Bei'anhe (Hải Điến)              | Xiyuan (Hải Điến)                             | 2016   | 2017             | 19.6         | 10                     | 4                                                            |                 |
| Bát Thông    | Sihui (Triều Dương)              | Universal Resort (Thông Châu)                 | 2003   | —                | 18.9         | 13 (13)                | 1                                                            |                 |
| Xương Bình   | Changping Xishankou (Xương Bình) | Xi'erqi (Hải Điến)                            | 2010   | 2015             | 32.0         | 12 (6)                 | 8 (Bắc) 13                                                   |                 |
| Đại Hưng [b] | Gongyixiqiao (Phong Đài)         | Tiangongyuan (Đại Hưng)                       | 2010   | —                | 21.7         | 11 (1)                 | 4 [b]                                                        |                 |
| Phòng Sơn    | Guogongzhuang (Phong Đài)        | Yancun East (Phòng Sơn)                       | 2010   | 2017             | 27           | 12 (10)                | 9 Yến Phòng                                                  |                 |
| Yến Phòng    | Yancun East (Phòng Sơn)          | Yanshan (Phòng Sơn)                           | 2017   | —                | 14.4         | 9 (9)                  | Phòng Sơn                                                    |                 |
| Diệc Trang   | Songjiazhuang (Phong Đài)        | Yizhuang Railway Station (Thông Châu)         | 2010   | 2018             | 23.3         | 14 (8)                 | 5 10                                                         |                 |
| S1 Maglev    | Jin'anqiao (Thạch Cảnh Sơn)      | Shichang (Môn Đầu Câu)                        | 2017   | —                | 9.1          | 7 (7)                  | 6                                                            |                 |
| Sân bay      | Dongzhimen (Đông Thành)          | Nhà ga 2 (Triều Dương) Nhà ga 3 (Thuận Nghĩa) | 2008   | —                | 28.1         | 4 (1)                  | 2 10 13                                                      |                 |
| Tây Giao LRT | Bagou (Hải Điến)                 | Fragrant Hills (Hải Điến)                     | 2017   | —                | 8.8          | 6 (6)                  | 10                                                           |                 |
| Total        | Total                            | Total                                         | Total  | Total            | 636.8        | 391 (95)               |                                                              |                 |